# Sklavendynastie

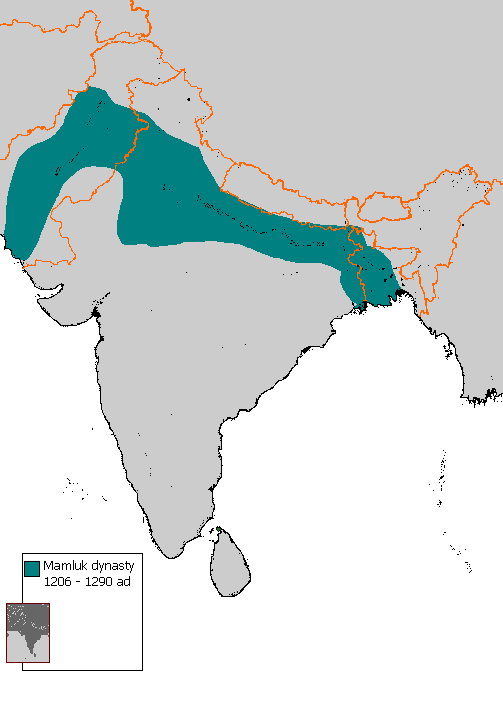
Ausdehnung des Sultanats von Delhi unter Iltutmish

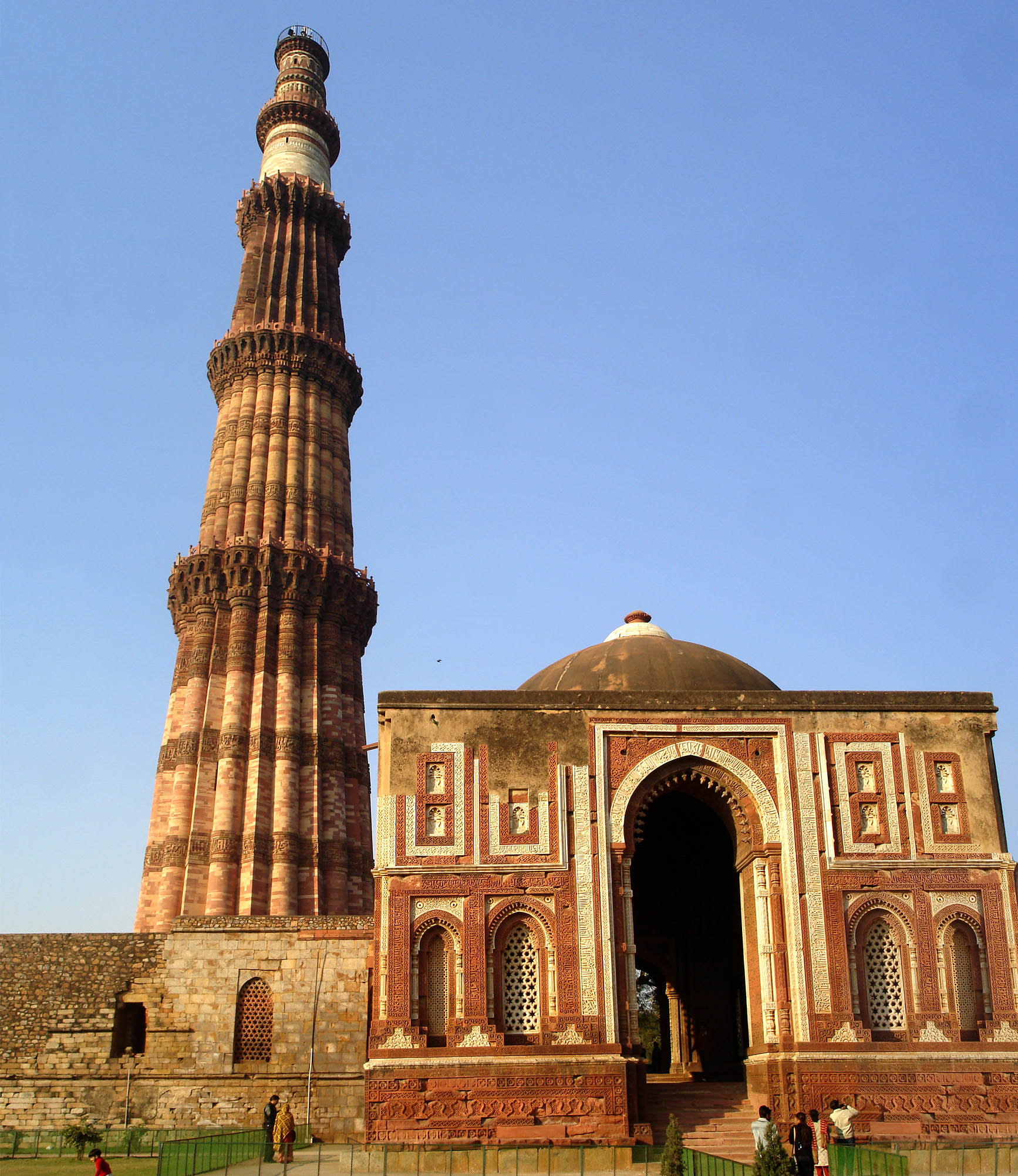
Qutb Minar im Qutb-Komplex, Delhi

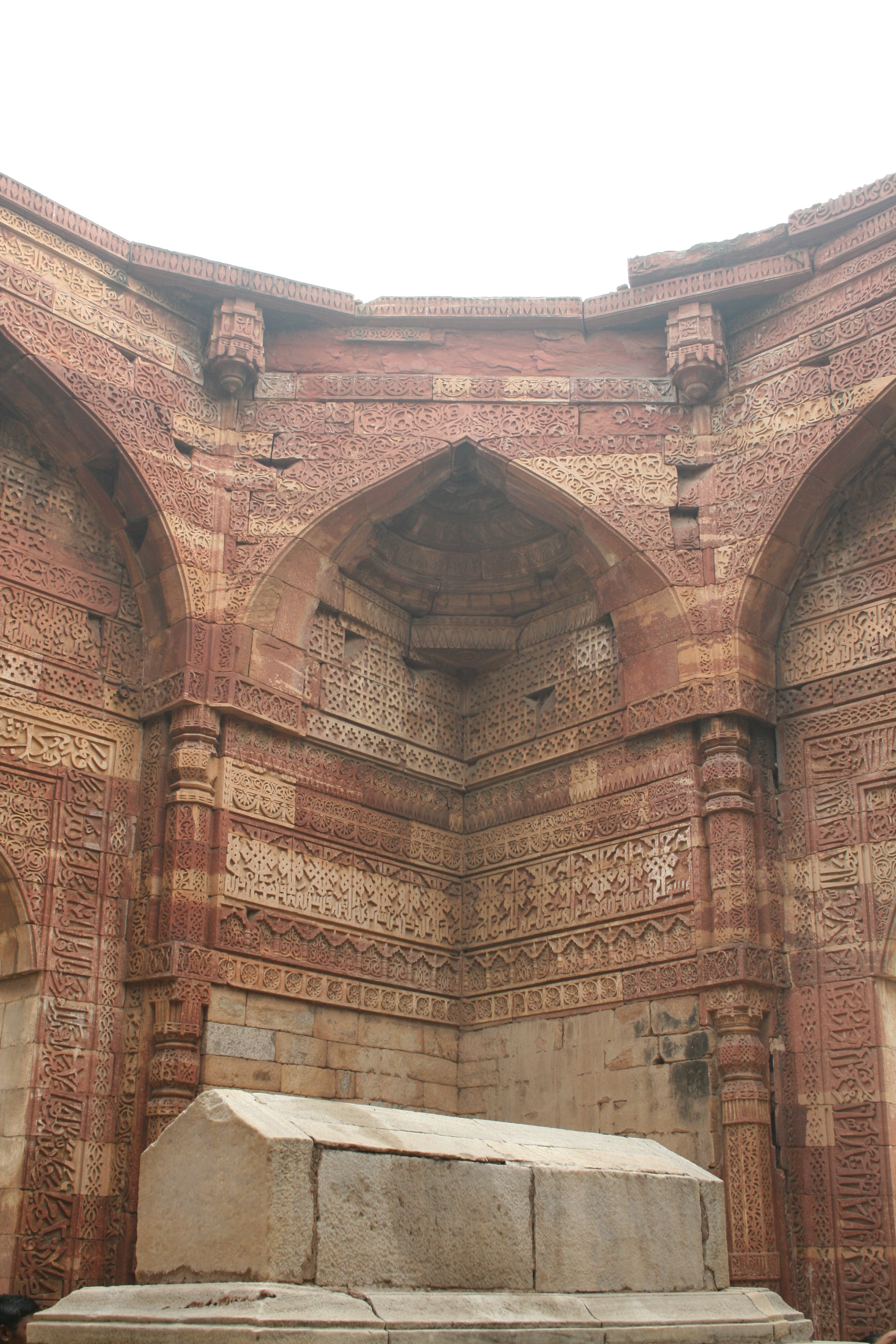
Kenotaph und Mausoleum Iltutmishs im Qutb-Komplex, Delhi

Die Sklavendynastie (persisch سلطنت غلامان, DMG Salṭanat-i ġulāmān) stellte die ersten Sultane von Delhi in Indien von 1206 bis 1290. Der Gründer der Dynastie, Qutb-ud-Din Aibak, war ein ehemaliger türkischer Sklave des Aibak-Stammes, der zum Kommandanten der Armeen und Verwalter des Herrschaftsgebiets Muhammad von Ghurs in Indien aufstieg.

## Geschichte
Nachdem der Ghuride Muizz ad-Din Muhammad im Jahr 1206 ohne Erben gestorben war, wehrte Qutb-ud-Din alle Rivalen ab, die in den Besitz von Muhammads indischem Reich gelangen wollten. Er gründete seine Hauptstadt zunächst in Lahore und später in Delhi, wo er mit dem Bau des Qutb-Komplexes begann.
Qutb-ud-Din verunglückte im Jahr 1210 tödlich bei einem Polospiel und aus dem Nachfolgekampf ging Iltutmish, ein anderer ehemaliger türkischer Sklave, als Sieger hervor. Sultan Iltutmish dehnte während seiner 25-jährigen Herrschaft das Staatsgebiet des Sultanats auf den Sindh aus und brachte das abtrünnige Bengalen unter seine Kontrolle; er heiratete Qutb-ud-Dins Tochter, und bis auf eine Ausnahme waren alle späteren Sultane der Dynastie seine Nachfahren, einschließlich seiner Tochter, Razia, die für vier Jahre regierte. Sultan Ghiyas ud din Balban war ebenfalls ein ehemaliger Sklave, der die Armeen von Sultan Nasir ud din Mahmud kommandierte, die Mongolen in Schach hielt und sich schließlich selbst den Thron verschaffte. Nach kurzen Regierungen von Balbans Enkel und Urenkel wurde die Sklaven-Dynastie von Jalal ud din Firoz Khalji aus der Khalji-Dynastie gestürzt, die sich in Bihar und Bengalen bereits während der Regierungszeit von Muhammad Ghori hervorgetan hatte.

## Herrscher
- Qutb-ud-Din Aibak (1206–1210)
- Aram Shah (1210–1211)
- Shams ud din Iltutmish (1211–1236). Schwiegersohn von Qutb-ud-din Aybak.
- Rukn ud din Firuz (1236). Sohn von Iltutmish.
- Raziyyat ud din Sultana (1236–1240). Tochter von Iltutmish.
- Muiz ud din Bahram (1240–1242). Sohn von Iltutmish.
- Ala ud din Masud (1242–1246). Sohn von Rukn ud din.
- Nasir ud din Mahmud (1246–1266). Sohn von Iltutmish.
- Ghiyas ud din Balban (1266–1286). Ehemaliger Sklave, Schwiegersohn von Iltutmish.
- Muiz ud din Qaiqabad (1286–1290). Enkel von Balban und Nasir ud din.
- Kayumars (1290). Sohn von Muiz ud din.